# Pyramidelloides triliratus
Pyramidelloides triliratus is een slakkensoort uit de familie van de Eulimidae. De wetenschappelijke naam van de soort is voor het eerst geldig gepubliceerd in 1873 door de Folin.